# Zeatina
La zeatina è un ormone vegetale derivato dalla purina adenina. Fa parte della famiglia di ormoni vegetali nota con il nome di citochinine.